# Адитон

Расположение адитона внутри храма.

Адитон (др.-греч. ἄδυτον — «святыня» от a-ditos, «недоступный, священный») или ади́тум (лат. adytum) — особая священная комната в древнегреческих и римских храмах, расположенная позади основного помещения (наоса у греков, целлы у римлян), где находилась статуя божества. В адитон могли входить только жрецы или известные лица[уточнить], и лишь в строго определённое время. Там находились алтарь (жертвенник) и сокровищница.
Располагался позади целлы или во внутреннем дворе гипетрального храма, как, например, в Дидимах. 
Особенно славился адитон Дельфийского храма Аполлона, где на треножнике, установленном над узким отверстием в подземелье, восседала знаменитая Пифия, произнося свои предсказания.

В христианских церквях адитон соответствует святилищу с алтарём.

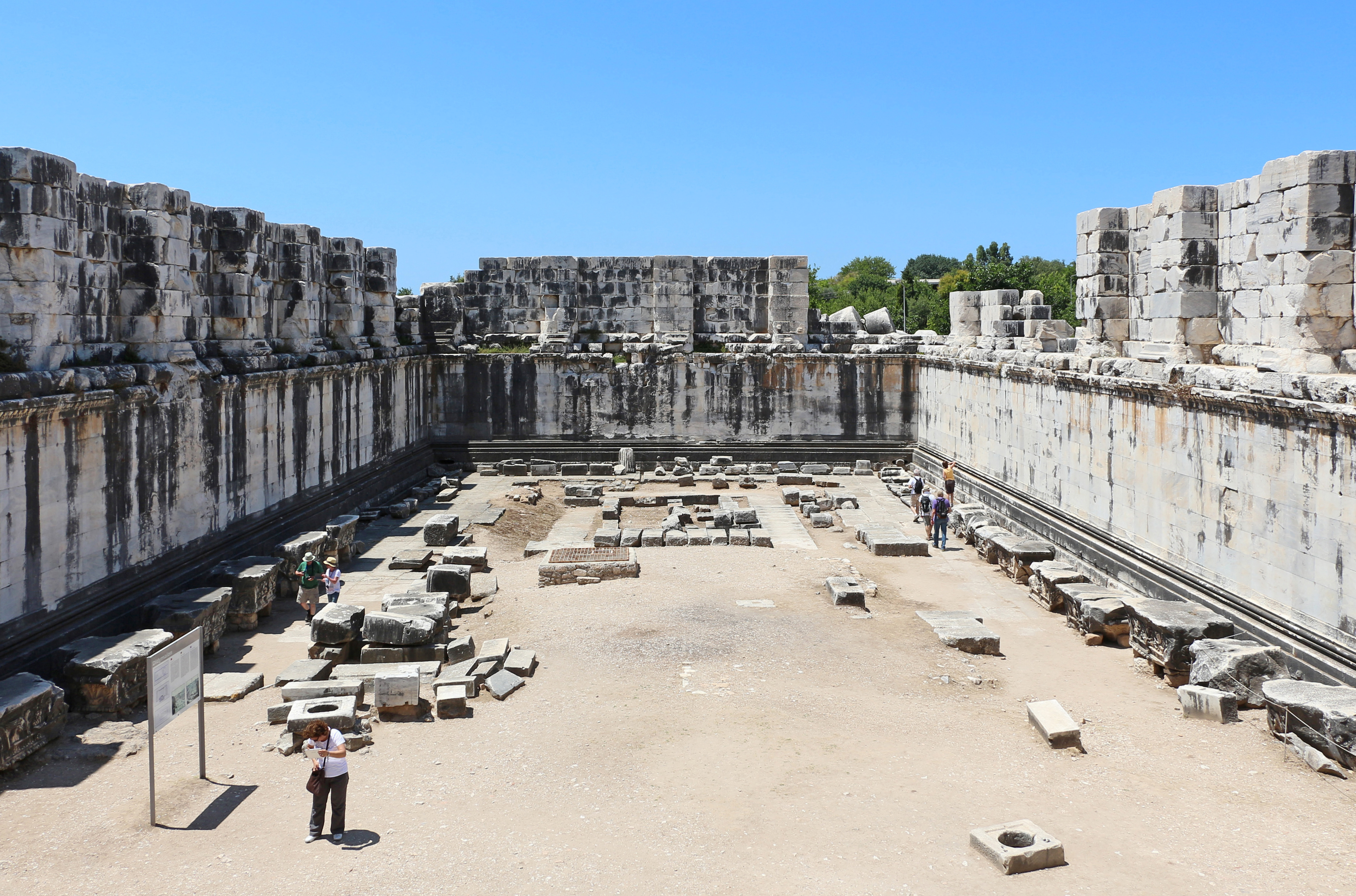
Адитон храма Дидимана Аполлона
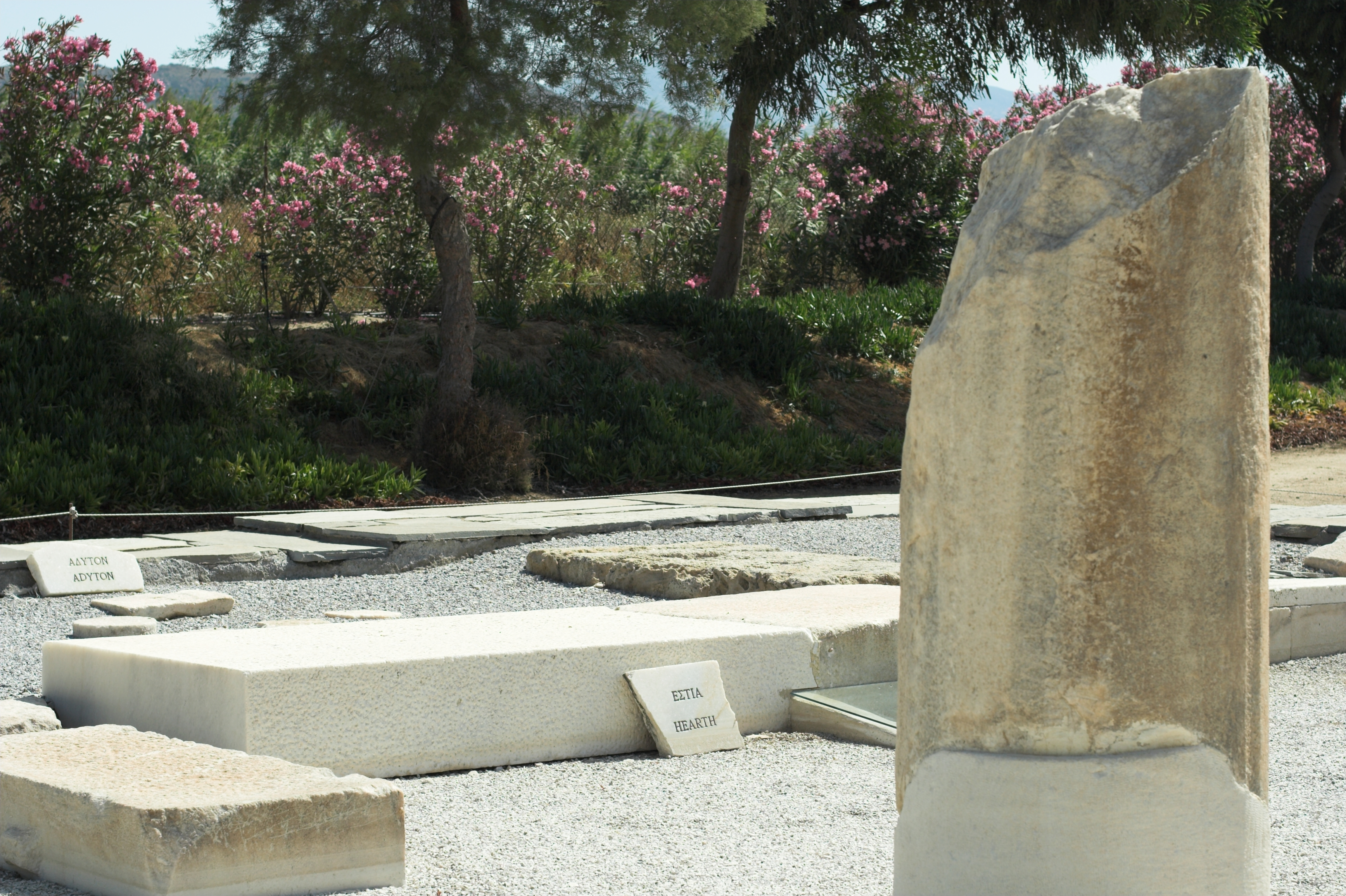
Адитон святилища Диониса Наксосского
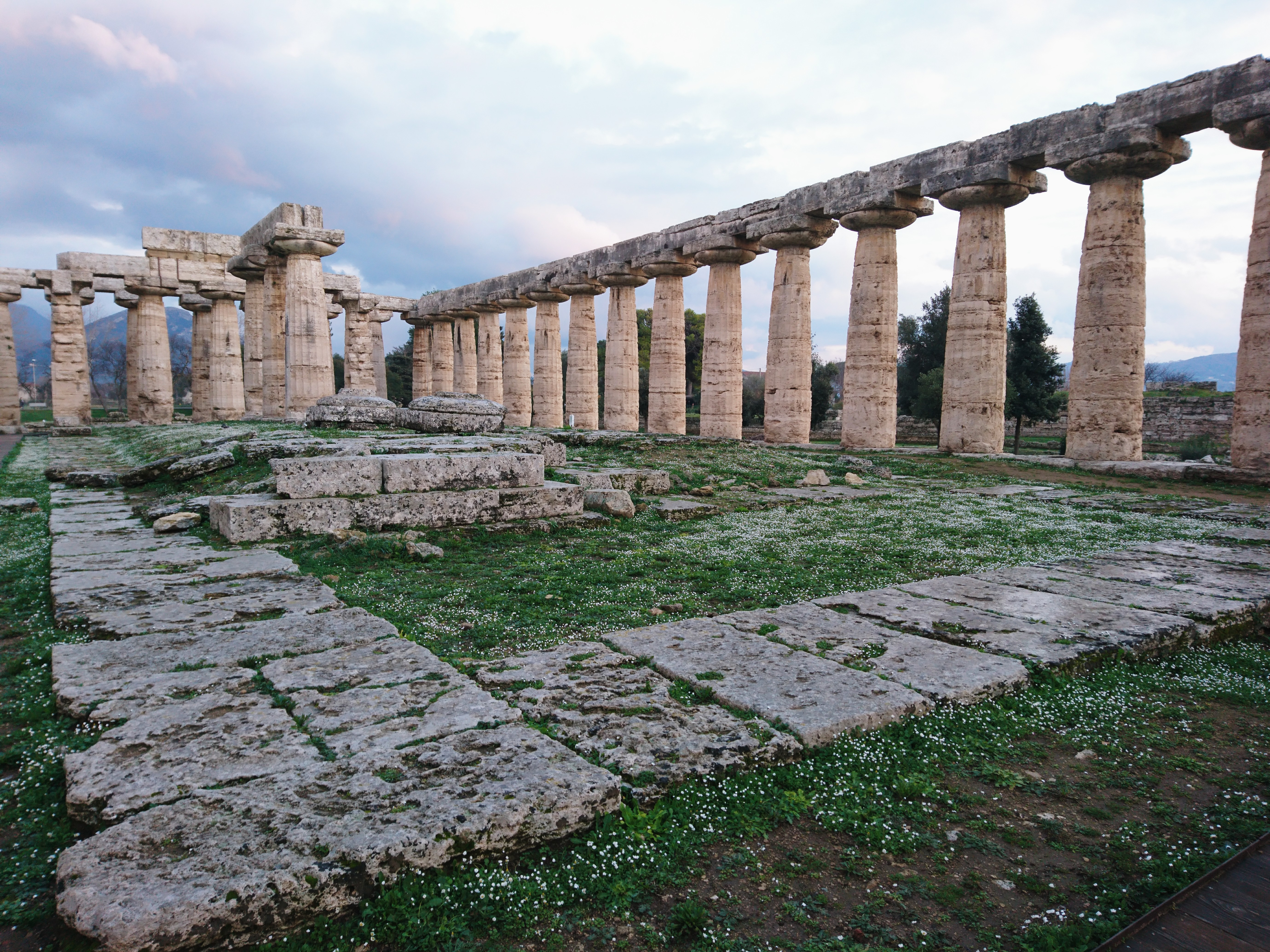
Адитонская Базилика